# Jadwiga Kokoszko
Jadwiga Kokoszko (z d. Marchewska) ps. Wacław (ur. 23 grudnia 1914 w Warszawie, zm. w październiku 1943 tamże) – prawniczka, działaczka konspiracyjna podczas II wojny światowej, partyzantka Gwardii Ludowej (GL).

## Życiorys
Absolwentka Wydziału Prawa Uniwersytetu Warszawskiego, aplikantka w Sądzie Apelacyjnym w Warszawie.
W czasie okupacji niemieckiej pomagała mężowi w pracy konspiracyjnej, a w 1942 wstąpiła do PPR i GL. Od wiosny 1943 łączniczka warszawskiego Dowództwa Okręgowego GL i organizatorka kół kobiet w GL. Kontaktowała członków dowództwa okręgowego z sekcjami GL na Pradze, brała udział w akcjach bojowych grupy specjalnej GL, w akcjach propagandowych GL (rozrzucanie i rozlepianie ulotek, pisanie haseł na murach) oraz w przygotowywaniu akcji odwetowej GL za egzekucje więźniów Pawiaka – obrzuceniu granatami kolumny SA w Alejach Ujazdowskich 15 lipca 1943. Tego samego dnia, po zaciekłej obronie, została ujęta przez Niemców i poddana śledztwu w siedzibie gestapo przy al. Szucha, gdzie przez pewien czas była więziona. Następnie przewieziona na Pawiak i rozstrzelana.
Pośmiertnie odznaczona Orderem Krzyża Grunwaldu III klasy.

## Życie prywatne
Od 1936 żona Witolda Kokoszki (od którego, po jego śmierci, przejęła pseudonim Wacław). 

## Upamiętnienie
W 1961 roku imię Jadwigi i Witolda Kokoszków nadano ulicy w obecnej dzielnicy Targówek.